# 岡安伸治
岡安 伸治（おかやす しんじ、1948年1月25日 - ）は、日本の劇作家。
1972年、東京理科大学物理学科卒業。1973年、劇団世仁下乃一座（よにげのいちざ）を結成し、劇作を担当して上演活動を23年にわたり全国で展開する。核廃棄物を積んだトラック運転手二人を描いた「太平洋ベルトライン」で1984年に種田賞を、1985年には紀伊国屋演劇賞個人賞を受賞。1991～2008年桐朋学園芸術短期大学演劇専攻専任講師。

## 著書
- 太平洋ベルトライン 岡安伸治戯曲集 いかだ社 1985.5
- 岡安伸治戯曲集 1-3 晩成書房 1988-1992
- おっきな人間ちっちゃな人間 坂本真彩絵 晩成書房 1999.12